# Mapula Motlanthe
Mapula Motlanthe là cựu phu nhân tống thống Nam Phi và là vợ cũ của tống thống Nam Phi Kgalema Motlanthe.

## Lí lịch
Mapula Mopate đến từ thị trấn Sopiatown và nói tiếng Tswana (ngôn ngữ được khoảng 5 triệu người Nam Phi nói). Bà bắt đầu mối quan hệ với Kgalema Motlanthe trong thời kì phân biệt chủng tộc (phân biệt sắc tộc) ở Nam Phi và kết hôn vào 1977. Con của họ tên là Kagiso và Kgomotso, người con đầu tiên của bà sinh ra vào năm 1972
. Bà đã từng làm người chụp ảnh X-quang cho bệnh nhân tại bệnh viện Leratong ở thành phố Mogale và bệnh viện Baragwanath ở huyện Soweto.
Sau khi kết hôn, bà về sống chung với gia đình nhà chồng, sau đó, chồng bà bị bắt và giam tại đảo Robben trong khoảng thời gian 11 tháng. Trong thời gian đó, bà sinh ra một người con gái khác tên là Ntabiseng. Đến năm 21 tuổi, Ntabiseng mới biết rằng ông Kgalema Motlanthe không phải là cha ruột của bà.
Sau nhiều năm li thân, bao gồm cả khoảng thời gian chồng bà đương nhiệm chức tổng thống (từ ngày 25 tháng 9 năm 2008 đến ngày 9 tháng 5 năm 2009), hai người li hôn vào năm 2011. Năm 2014, mối quan hệ của cả hai đã hòa giải với nhau, tuy nhiên cả hai người vẫn không quay lại do ông đang ở trong một mối quan hệ với nữ doanh nhân tên là Gugu Mtshali, (họ kết hôn vào tháng 5 năm 2014). Bà nhận được 2 căn nhà và tiền trợ cấp hằng tháng.